# Schloss Presteneck

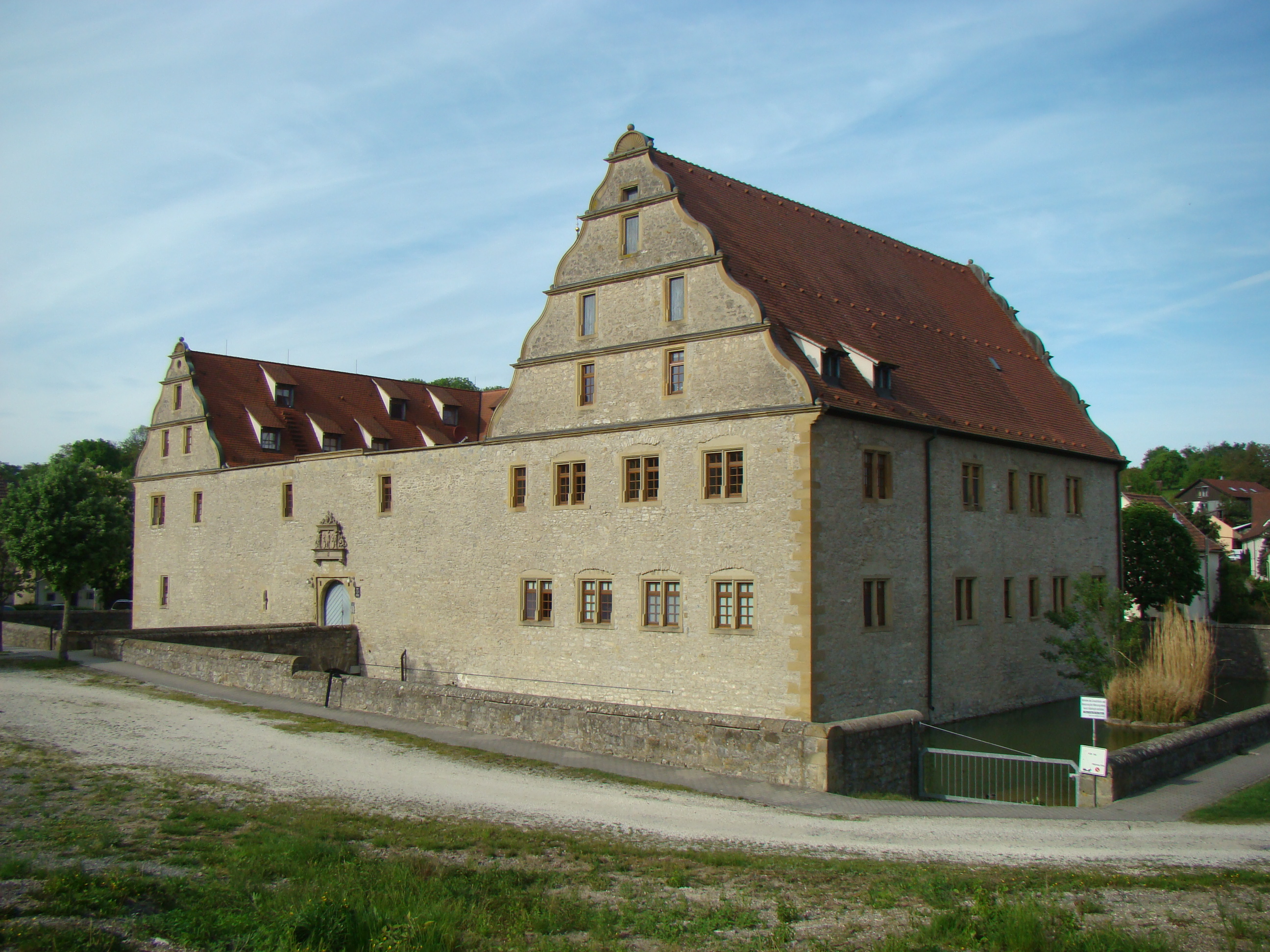
Schloss Presteneck in Stein am Kocher

Das Schloss Presteneck ist ein renaissancezeitliches Wasserschloss in Stein am Kocher (Stadtteil von Neuenstadt am Kocher) im Landkreis Heilbronn im nördlichen Baden-Württemberg.

## Geschichte
Das im Süden des historischen Ortes unterhalb des Oberen Schlosses gelegene Wasserschloss bestand wohl bereits im Mittelalter als Burg. Das Dorf Stein und die Schlösser Presteneck und zum Stein wurden 1335 von den Herren von Weinsberg an Kurmainz verkauft. Presteneck und der restliche Teil des Ortes kamen als Lehen an die Berlichingen. Diesen folgten die Echter von Mespelbrunn und diesen die Horneck von Hornberg als Lehensnehmer. 
1549 kaufte Eberhard von Gemmingen zu Bürg (um 1500–1572) Presteneck und den Teilort. Sein gesamter Besitz wurde zunächst von ihm und den Söhnen Eberhard (1527–1583), Hans Walther († 1591) und Reinhard (1532–1598) gemeinsam verwaltet. Zehn Jahre nach dem Tod Eberhards fand 1582 eine Erbteilung statt, bei der Hans Walther Presteneck erhielt. Auf Hans Walther soll der Neubau des Wasserschlosses 1580 anstelle der älteren Burg zurückgehen. Nach der Chronik des Klosters Schöntal des Priors Bartholomäus Kremer (1589–1661) war der Bauherr des Schlosses der ältere, aber jung verstorbene Bruder Pleikard († 1547). Nach dem Tod Hans Walthers wurde dessen Erbe 1598 aufgeteilt. Schloss Presteneck befand sich danach im Besitz von seinem Neffen Schweikard (1556–1617). Von diesem kam es an Hans Philipp von Gemmingen († 1635). Er ergriff im Dreißigjährigen Krieg Partei für die schwedische Seite und stellte aus eigenen Mitteln eine Reiterkompanie zusammen. Die katholischen Truppen Tillys überfielen deswegen sein Schloss Presteneck und richteten dort großen Schaden an. Hans Philipp überlebte den Überfall nur schwer verletzt. Auch sein Neffe Georg Schweikard von Gemmingen (1611–1681), dem Presteneck später gehörte, wurde dort im weiteren Verlauf des Krieges nochmals ausgeplündert. Im frühen 18. Jahrhundert verwalteten die Brüder Johann Bernhard von Gemmingen (1656–1723) und Eberhard von Gemmingen (1674–1741) gemeinsam den Besitz, bei der Erbteilung 1724 kam der Besitz an Eberhard.
Der Besitz blieb in der Hand der Linie von Gemmingen zu Presteneck bis zu deren Aussterben 1841. Das Schloss war ab den 1830er Jahren nicht mehr von der Familie bewohnt und kam an den Familienzweig in Treschklingen und Michelfeld. Die Anlage verfiel allmählich und wurde von den Erben später an die Gemeinde Stein verkauft. Zuvor wurden das Prestenecker Archiv und die Bibliothek auf die Burg Hornberg verbracht und erweiterten den dort bereits vorhandenen umfangreichen Bestand nochmals wesentlich. Das nach allen vier Seiten von einem Wassergraben umgebene Schloss wurde 1976 bis 1981 saniert und dient heute Wohn- und Bürozwecken. Beim Schloss befinden sich noch einige historische Wirtschaftsgebäude.

## Beschreibung

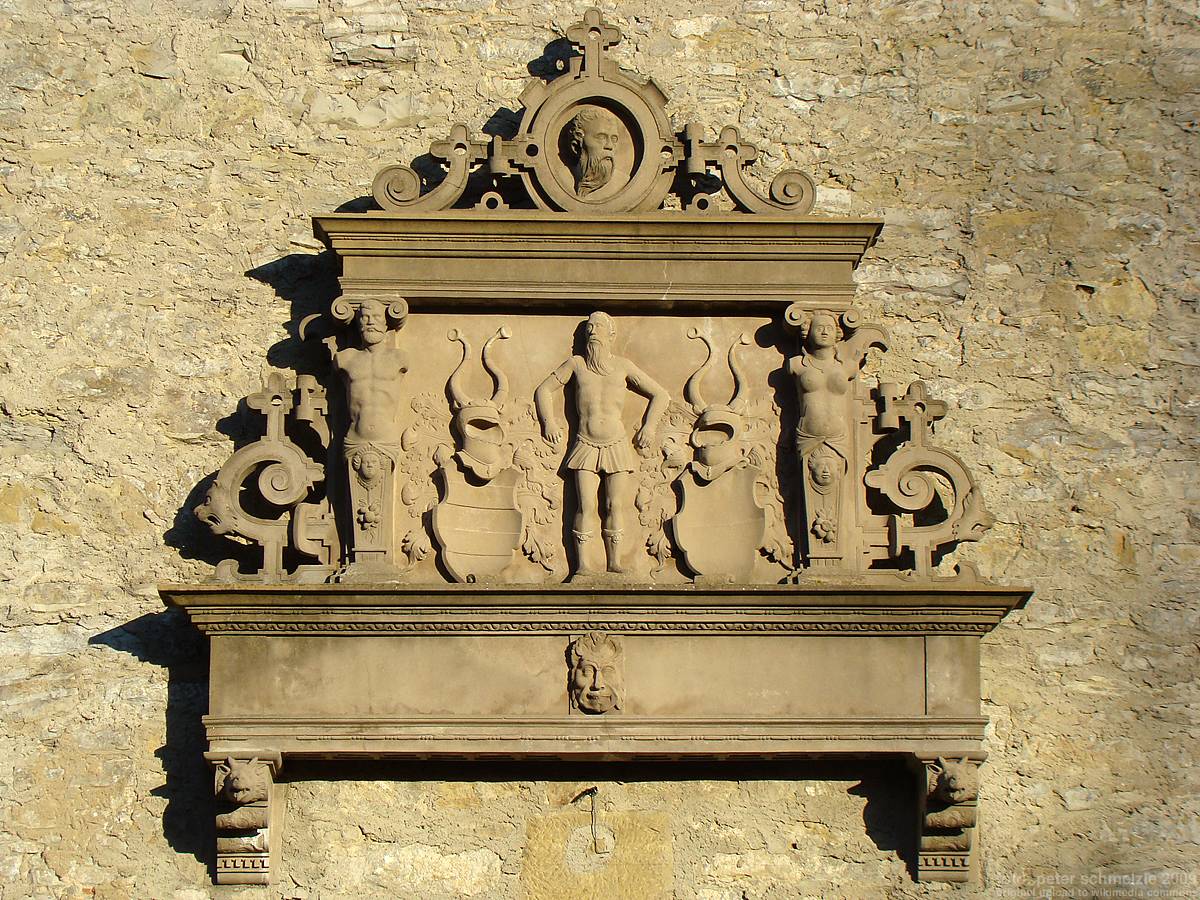
Wappentafel über dem Portal des Schlosses

Das Schloss ist eine dreiflügelige Anlage, deren Innenhof durch eine hohe Mauer mit dem Hauptportal abgeschlossen wird. Die Giebel der Seitenflügel an der Portalseite sind als Volutengiebel ausgebildet. Vor dem Hauptportal und der über den von einer steinernen Brüstung umgebenen Wassergraben führenden steinernen Bogenbrücke erstreckte sich einst der Vorhof der Anlage, von dem noch das Torhaus und Wirtschaftsgebäude erhalten sind.
Das Hauptportal ist von einer kunstvoll gestalteten Wappentafel mit Rollwerk und Figurendarstellungen bekrönt. Bei den einst auf der Tafel zu sehenden Wappen handelte es sich vermutlich um die von Hans Walther von Gemmingen und seiner Gattin Agnes von Altdorf, allerdings blieb nur das gemmingensche Wappen erhalten. Auf der renovierten Tafel unserer Zeit ließ man daher das rechte Wappenschild leer. Die rechteckige Umrahmung des Portals gibt Hinweise darauf, dass vor der heutigen steinernen Bogenbrücke einst eine hölzerne Zugbrücke über den Wassergraben führte. Die beiden Fensteröffnungen in der Mauer über dem Portal rühren von einer alten innen verlaufenden Galerie her.
Die drei Flügel des Schlosses sind jeweils zweigeschossig und nicht unterkellert. Die hohen und gewölbten Erdgeschosse sind aus Bruchsteinen aufgemauert. Der eigentliche Hauptbau ist der Südflügel rechts des Portals, der tiefer als die anderen Flügel ist und auch nach hinten einen ausgeformten Giebel aufweist, während der Nordflügel nach hinten in einem runden Verteidigungsturm endet. Im Winkel von Süd- und Mittelflügel steht ein Treppenturm mit Fachwerkaufsatz. Die Untergeschosse aller Flügel dienten ursprünglich als Ställe und Wirtschaftsräume, die Wohnräume befanden sich in den Obergeschossen.
Das Torhaus trägt die Jahreszahlen 1582 und 1583 und stammt aus der Bauzeit des Schlosses. Die sich daran anschließende Scheune stammt von 1579 und ist damit der älteste Bau der Anlage unmittelbar aus der Zeit des Erwerbs durch die Herren von Gemmingen. In einer jüngeren Scheune sind zwei alte Steinköpfe eingemauert, die vermutlich von einem mittelalterlichen Vorgängerbau stammen.

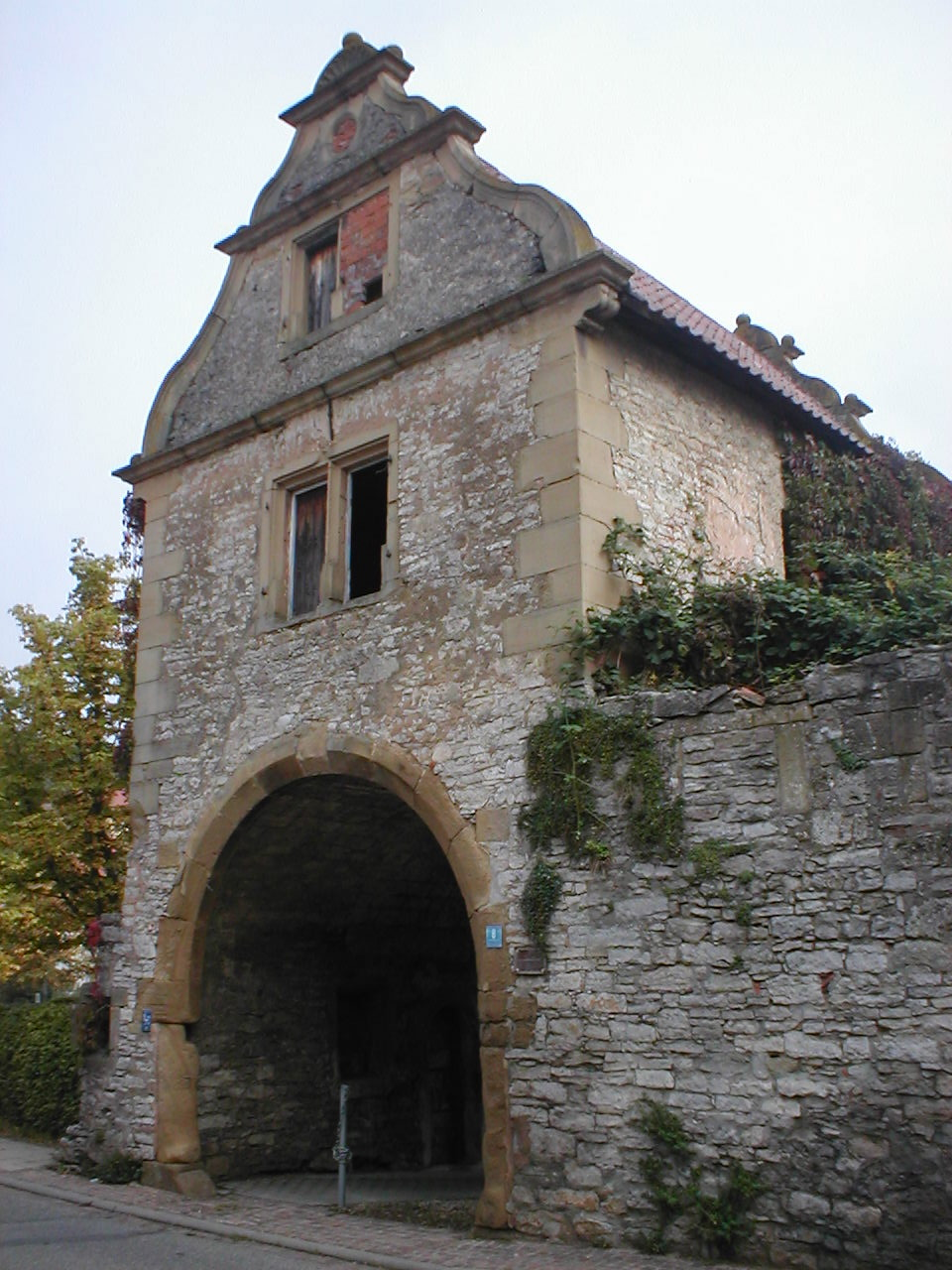
Torhaus
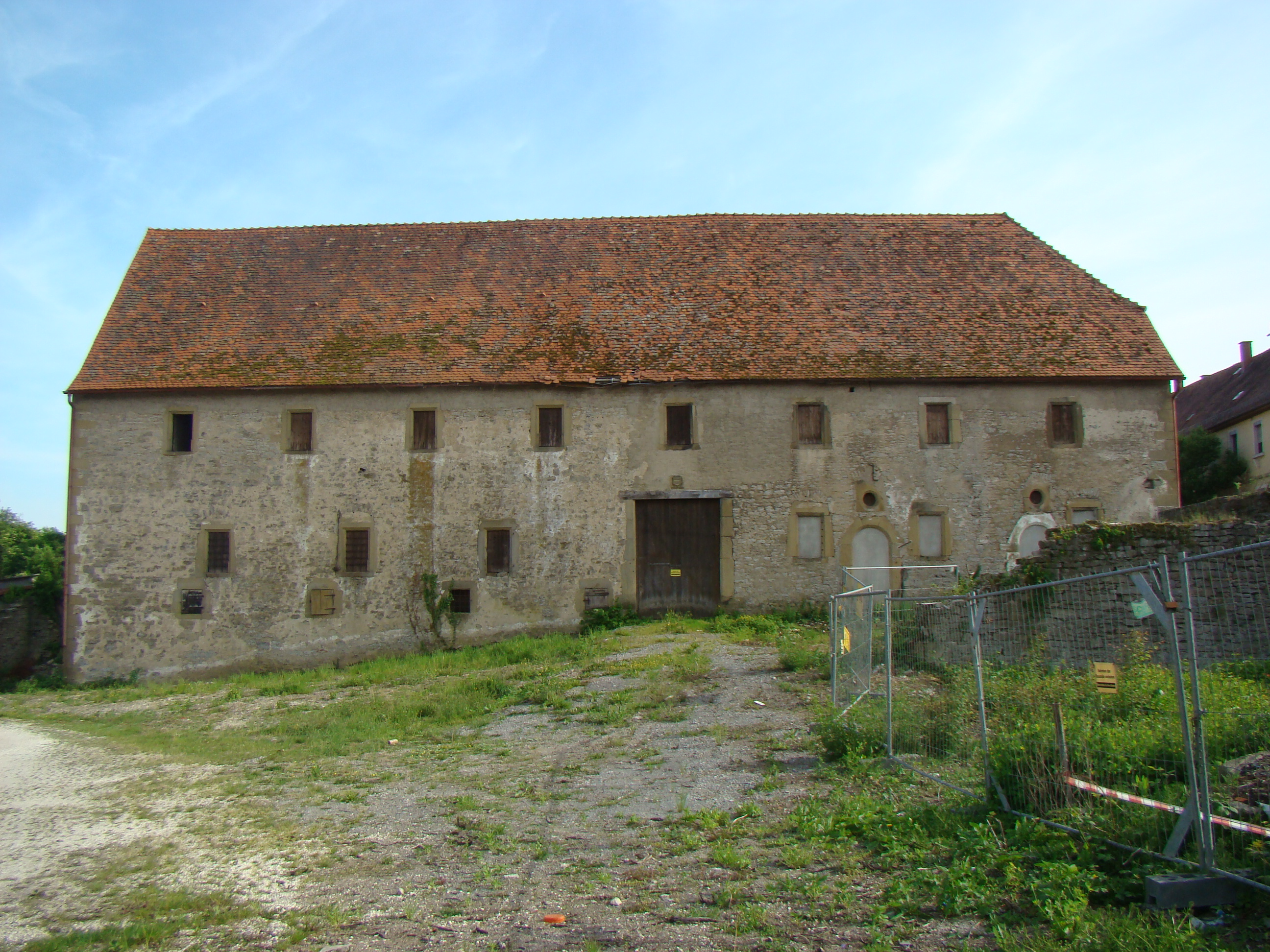
Wirtschaftsgebäude